# Jana Čepelová
Jana Čepelová (ur. 29 maja 1993 w Koszycach) – słowacka tenisistka, triumfatorka juniorskiego Australian Open z 2010 w grze podwójnej, srebrna i brązowa medalistka Letnich Igrzysk Olimpijskich Młodzieży 2010.

## Kariera tenisowa
W październiku 2008 roku otrzymała dziką kartę do udziału w eliminacjach dużego turnieju ITF (100 000 $), ale debiut nie był udany – przegrała w pierwszej rundzie z rodaczką Dominiką Nociarovą. W sierpniu 2009 roku wygrała kwalifikacje do innego, mniejszego turnieju ITF w Trnawie, po pokonaniu w decydującym meczu Dii Ewtimowej, i po raz pierwszy w karierze wystąpiła w turnieju głównym, w którym odpadła w pierwszej rundzie.
Na początku 2010 roku zagrała w juniorskim Australian Open w grze podwójnej. W parze z Chantal Škamlovą wygrały turniej, pokonawszy w finale parę Tímea Babos i Gabriela Dabrowski. W październiku tego samego roku wygrała swój pierwszy turniej singlowy, w Monastyrze; przeciwniczką pokonaną w finale była Diāna Marcinkēviča. W sumie wygrała pięć turniejów singlowych i trzy deblowe rangi ITF.
We wrześniu 2011 roku zagrała w kwalifikacjach do turnieju WTA w Taszkencie i po pokonaniu takich zawodniczek jak Ryōko Fuda i Mădălina Gojnea awansowała do fazy głównej imprezy. W pierwszej rundzie turnieju głównego trafiła na Urszulę Radwańską, z którą przegrała 1:6, 4:6.
Reprezentowała również Słowację w rozgrywkach Pucharu Federacji.

## Historia występów wielkoszlemowych
Legenda
     W, wygrany turniej
     F, przegrana w finale
     SF, przegrana w półfinale
     QF, przegrana w ćwierćfinale
     xR, przegrana w x rundzie
     Qx, przegrana w x rundzie kwalifikacji
     A, brak startu
     NH, turniej nie odbył się

### Występy w grze pojedynczej
| Australian Open        | A | A | A   | A   | Q1  | 2R | 1R | A   | Q2  | 1R  | 1R  | Q1  | Q1  | A   | A | A  | 0 / 4  | 1 – 4  |  |  |  |  |  |  |  |  |  |
| French Open            | A | A | A   | A   | Q1  | 2R | 1R | Q2  | Q2  | 1R  | A   | A   | Q1  | A   | A | A  | 0 / 3  | 1 – 3  |  |  |  |  |  |  |  |  |  |
| Wimbledon              | A | A | A   | A   | 3R  | 2R | 1R | 2R  | 3R  | 1R  | Q1  | Q3  | NH  | A   | A | Q2 | 0 / 6  | 6 – 6  |  |  |  |  |  |  |  |  |  |
| US Open                | A | A | A   | A   | Q3  | 1R | 2R | Q2  | Q3  | 1R  | A   | 1R  | A   | A   | A | Q1 | 0 / 4  | 1 – 4  |  |  |  |  |  |  |  |  |  |
|                        |   |   |     |     |     |    |    |     |     |     |     |     |     |     |   |    |        |        |  |  |  |  |  |  |  |  |  |
| Ranking na koniec roku | – | – | 508 | 218 | 107 | 94 | 53 | 143 | 100 | 109 | 179 | 180 | 170 | 369 | – |    | 0 / 17 | 9 – 17 |  |  |  |  |  |  |  |  |  |

### Występy w grze podwójnej
| Australian Open        | A | A | A | A   | A   | A   | A   | A   | A   | A   | A | A | A   | A | A | A | 0 / 0 | 0 – 0 |  |  |  |  |  |  |  |  |  |
| French Open            | A | A | A | A   | A   | 1R  | 2R  | A   | A   | 2R  | A | A | A   | A | A | A | 0 / 3 | 2 – 3 |  |  |  |  |  |  |  |  |  |
| Wimbledon              | A | A | A | A   | A   | 2R  | 1R  | 1R  | A   | Q1  | A | A | NH  | A | A | A | 0 / 3 | 1 – 3 |  |  |  |  |  |  |  |  |  |
| US Open                | A | A | A | A   | A   | A   | 1R  | A   | A   | 2R  | A | A | A   | A | A | A | 0 / 2 | 1 – 2 |  |  |  |  |  |  |  |  |  |
|                        |   |   |   |     |     |     |     |     |     |     |   |   |     |   |   |   |       |       |  |  |  |  |  |  |  |  |  |
| Ranking na koniec roku | – | – | – | 278 | 266 | 230 | 256 | 182 | 438 | 264 | – | – | 810 | – | – |   | 0 / 8 | 4 – 8 |  |  |  |  |  |  |  |  |  |

### Występy w grze mieszanej
Jana Čepelová nigdy nie startowała w rozgrywkach gry mieszanej podczas turniejów wielkoszlemowych.

## Finały turniejów WTA
| Legenda                     | Legenda |
| --------------------------- | ------- |
| Wielki Szlem                |         |
| Igrzyska olimpijskie        |         |
| WTA Tour Championships      |         |
| 2009 – 2020                 |         |
| WTA Premier Mandatory       |         |
| WTA Premier 5               |         |
| WTA Premier                 |         |
| WTA International Series    |         |
| WTA 125K series (2012–2020) |         |

### Gra pojedyncza 1 (0–1)
| Końcowy wynik | Nr | Data            | Turniej    | Nawierzchnia | Przeciwniczka   | Wynik finału |
| ------------- | -- | --------------- | ---------- | ------------ | --------------- | ------------ |
| Finalistka    | 1. | 6 kwietnia 2014 | Charleston | Ceglana      | Andrea Petković | 5:7, 2:6     |

## Wygrane turnieje rangi ITF
| turnieje z pulą nagród 100 000 $   |
| turnieje z pulą nagród 75/80 000 $ |
| turnieje z pulą nagród 50/60 000 $ |
| turnieje z pulą nagród 25 000 $    |
| turnieje z pulą nagród 15 000 $    |
| turnieje z pulą nagród 10 000 $    |

### gra pojedyncza
|    | Data       | Turniej      | Kat. | ($)     | Naw.   | Finalistka          | Wynik         |
| 1. | 30/10/2010 | Monastyr     | ITF  | 10 000  | twarda | Diāna Marcinkēviča  | 6:2, 6:2      |
| 2. | 23/01/2011 | Stuttgart    | ITF  | 10 000  | twarda | Nina Zander         | 6:4, 6:4      |
| 3. | 25/06/2011 | Kristinehamn | ITF  | 25 000  | ziemna | Alexandra Cadanțu   | 6:4, 3:6, 6:4 |
| 4. | 28/08/2011 | Praga        | ITF  | 25 000  | ziemna | Bibiane Schoofs     | 7:6(6), 6:4   |
| 5. | 16/11/2013 | Dubaj        | ITF  | 75 000  | twarda | Maria Elena Camerin | 6:1, 6:2      |
| 6. | 15/07/2017 | Budapeszt    | ITF  | 100 000 | ziemna | Danka Kovinić       | 6:4, 6:3      |
| 7. | 13/09/2020 | Praga        | ITF  | 25 000  | ziemna | Renata Zarazúa      | 6:4, 7:6(4)   |

### gra podwójna
|    | Data       | Turniej   | Kat. | Partnerka       | Finalistki                           | Wynik          |
| 1. | 14/10/2011 | St.Cugat  | ITF  | Katarzyna Piter | Leticia Costas Inés Ferrer Suárez    | 6:3, 2:6, 10–6 |
| 2. | 19/02/2012 | Rabat     | ITF  | Réka Luca Jani  | Anastasia Grymalska Iłona Kremień    | 6:7, 6:1, 10–4 |
| 3. | 18/03/2012 | Poza Rica | ITF  | Lenka Wienerová | Maria Elena Camerin Marija Korytcewa | 7:5, 2:6, 10–3 |

## Finały juniorskich turniejów wielkoszlemowych

### Gra podwójna (1)
| Końcowy wynik | Rok  | Turniej         | Nawierzchnia | Partnerka        | Przeciwniczki                  | Wynik finału |
| Zwyciężczyni  | 2010 | Australian Open | Twarda       | Chantal Škamlová | Tímea Babos Gabriela Dabrowski | 7:6(1), 6:2  |